# Seznam madžarskih fizikov
Seznam madžarskih fizikov.

## B
- Georg von Békésy (1899 - 1972)  (madž.-amer.)
- Zsolt Bor (1949 - )

## E
- Árpád Élő (1903 - 1992) (madžarsko-ameriški)
- Loránd Eötvös (1848 - 1919)

## G
- Dennis Gabor (Gábor Dénes) (1900 - 1979) (Nobelova nagrada 1971) (madž.-angl)
- Andrew Joseph Galambos (1924 - 1997) (madž.-ameriški astrofizik in socialni filozof)
- István Gyarmati (1929 - 2002)

## H
- Peter Havas (1916 – 2004) (judovsko-madžarsko-avstrijsko-ameriški)

## K
- Theodore von Kármán (1881 - 1963) (madž.-amer.)
- Ferenc Krausz (1962 -) (madž.-avstrij.)
- Miklós Kürti

## L
- Cornelius Lanczos (1893 - 1974)
- Philipp Eduard Anton von Lenard (1862 - 1947) (Lénárd Fülöp) (madž.-nemški)  (Nobelova nagrada 1905)

## M
- György Marosán (1946 -)
- Sándor Mikola (1871 - 1945)

## P
- József Pálinkás (1952 -)
- Michael Polanyi (madž.-britan.)
- George Pólya (1887 - 1985) (madž.-amer.)
- Miklos Porkolab (1939 -) (madž.-amer.)

## R
- János Révai (1940 -)

## S
- László Sajo-Bohus (1947 -)
- Leó Szilárd (1898 - 1964) (madž.-amer.)

## T
- Valentine Telegdi (1922 - 2006) (madž.-amer.)
- Edward Teller (1908 - 2003) (madž.-amer.)
- László Tisza (1907 - 2009) (madž.-amer.)

## W
- Eugene Paul Wigner (1902 - 1995) (madž.-amer.)